# El Alamein

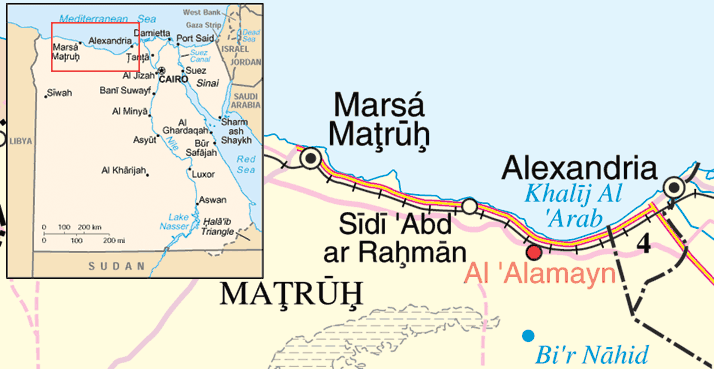
Bản đồ El Alamein (Al 'Alamayn)

El Alamein (hay Al Alamayn) (tiếng Ả Rập: العلمين) là một thị trấn ở phía Bắc Ai Cập dọc bờ biển Địa Trung Hải, 106 km theo phía Tây của Alexandria và 240 km theo phía Tây Bắc của Cairo. Dân số khoảng 5786 người..
Trước đây El Alamein là một hải cảng dầu khí, nhưng nay đã trở thành một nơi du lịch sang trọng.

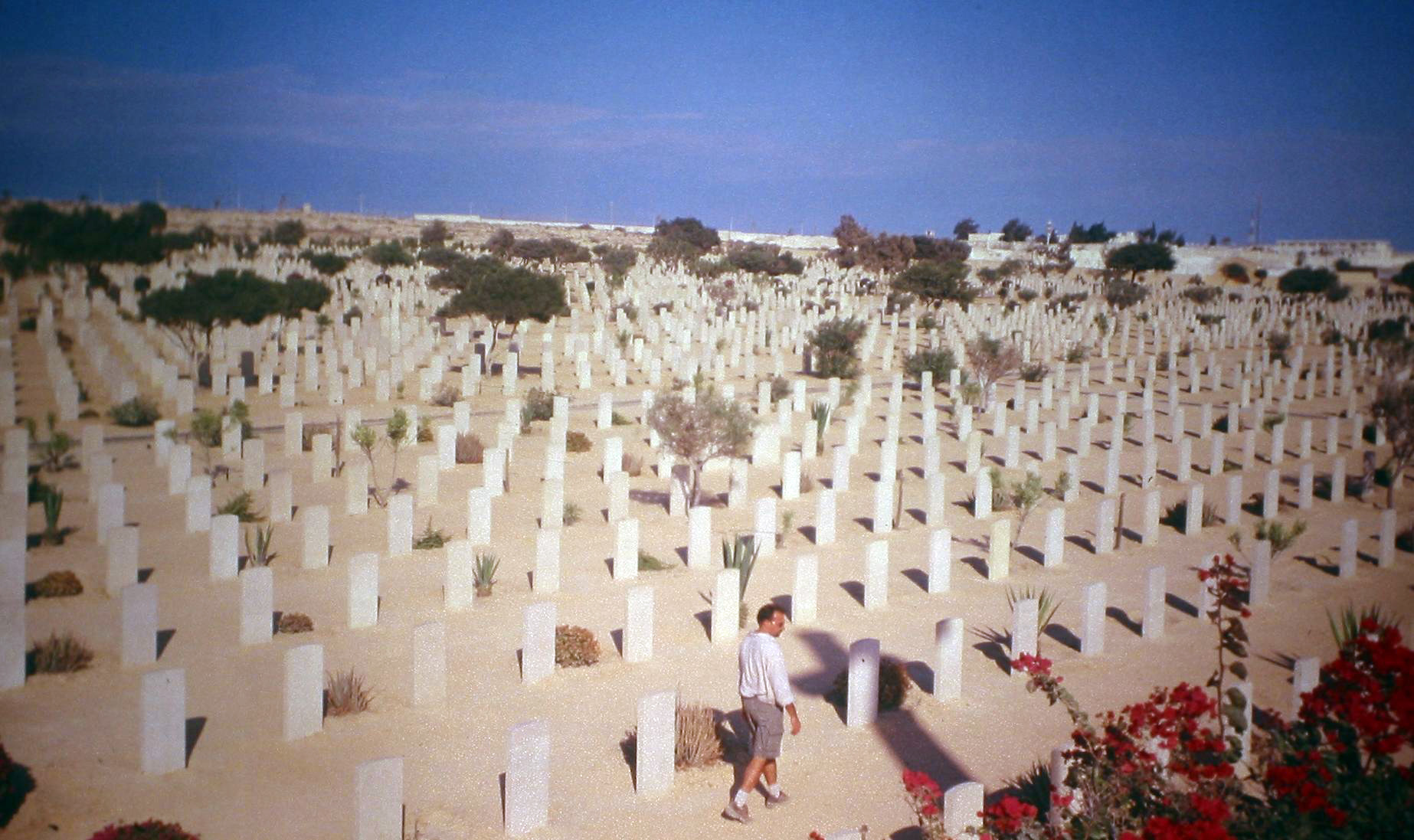
Nghĩa trang quân đội Liên Hiệp Anh tại El Alamein

Trong thế chiến thứ hai, cuộc chiến tại El Alamein đánh dấu một mốc lịch sử quan trọng. Đây là chiến thắng đầu tiên của quân Đồng Minh trong công cuộc đánh bại và đẩy lui quân Đức Quốc xã. Sau chiến thắng này, thủ tướng Anh Winston Churchill phát biểu: "This is not the end, nor is it even the beginning of the end, but it is, perhaps, the end of the beginning." ("Đây chưa phải là kết thúc, cũng chưa phải là phần đầu của kết thúc. Nhưng, có lẽ, đây là kết thúc của phần khởi đầu")
Về mặt hành chính, El Alamein thuộc tỉnh Matruh.